# На опасной земле
«На опасной земле» (англ. On Dangerous Ground) — фильм нуар режиссёра Николаса Рэя. Работа над фильмом была завершена в августе 1951 года, впервые фильм был показан в Бостоне в декабре 1951 года, а официальная премьера фильма состоялась в январе 1952 года в Лос-Анджелесе.
Сценарий фильма написал А. И. Безеридис по роману Джеральда Батлера «Безумные с большим сердцем» (1945). Фильм рассказывает о раздражённом и жёстком детективе из большого города, который во время расследования убийства в отдалённом сельском городке переосмысливает своё отношение к жизни.

## Сюжет
Детектив Джим Уилсон (Роберт Райан) проработал в полиции неназванного города, очень напоминающего Нью-Йорк, уже одиннадцать лет. Постоянно сталкиваясь с ворами, преступниками и представителями низших слоёв общества, одинокий Джим становится всё более раздражённым и жестоким. Вместе с коллегами, уравновешенными и семейными Попом Дэйли (Чарльз Кемпер) и Питом Сантосом (Энтони Росс), Джим ведёт охоту на двух местных бандитов, совершивших убийство сержанта полиции. Через одного из своих информаторов, уличного газетного торговца, Джим узнаёт, что с убийцами тесно связан некто Берни Такер, он также получает от него адрес девушки Такера по имени Мирна Бауэрс (Клео Мур). Женщина свободных нравов, Мирна проявляет интерес к Джиму как к мужчине и готова рассказать ему о Берни, который жестоко избил её, но боится мести со стороны бандитов. Джим обещает ей свою защиту, после чего она даёт ему адрес Берни. Найдя Берни, Джим начинает избивать его, требуя, чтобы тот выдал своих сообщников, и напарникам Джима с трудом удаётся успокоить его. Хотя благодаря жестоким методам Джима удаётся арестовать убийц, его начальник, капитан Броули (Эд Бегли), ставит его в известность, что адвокат Берни Такера угрожает иском о жестоком избиении и требует, чтобы тот взял себя в руки. Вскоре, во время служебного патрулирования детективы слышат женский крик и подъехав ближе, видят, что на Мирну набросились двое бандитов. Джим бросается в погоню за ними, и, поймав одного из них, начинает жестоко его избивать. Его напарнику Попу с большим трудом прекратить избиение и заставить Джима успокоиться. На следующий день капитан Броули говорит Джиму, что ему необходимо отказаться от чрезмерной ярости и жестокости, так как его действия начинают наносить вред департаменту полиции. Чтобы Джим немного отвлёкся от текущих дел и переосмыслил свой подход к работе, Броули направляет его в сельский район в 70 милях от города для оказания помощи местному шерифу в расследовании убийства молодой девушки.
Джим приезжает в заснеженный горный посёлок Уэстхэм, где шериф Кэрри (Иэн Волф) быстро вводит его в курс дела. Кэрри и Джим отправляются в дом жертвы для беседы с её сестрой Джули Брент, ставшей свидетельницей убийства. Но взбешённый отец убитой девочки, Уолтер Брент (Уорд Бонд), размахивая ружьём, не даёт Джиму нормально допросить Джули, утверждая, что сам найдёт и уничтожит убийцу своей дочери. В этот момент в дом врывается брат погибшей с криком, что предполагаемого убийцу только что видели бегущим по соседнему полю. Джим вместе с Уолтером и Кэрри быстро отправляются в погоню. Они преследуют беглеца, но тому удаётся захватить автомобиль и скрыться на нём. Джим и Уолтер берут машину соседнего фермера и продолжают преследование по заснеженным дорогам. Дорожные условия постепенно ухудшаюся, темнеет, начинается метель. На скользкой дороге, в условиях плохой видимости они замечают упавший в канаву автомобиль, и в этот момент сами не удерживаются на дороге и соскальзывают в канаву.
Обыскав брошенный автомобиль, Джим и Уолтер идут по следам, оставленным на снегу. Следы приводят Джима и Уолтера в фермерский дом, в котором живёт Мери Молден (Айда Лупино). Мери впускает их в дом, но уверяет, что живёт одна и этой ночью никого не видела. Разъярённый Уолтер обыскивает дом в поисках улик и находит в спальне на втором этаже мужскую одежду. Мери признаётся, что иногда у неё живёт брат Дэнни, но несколько дней назад он ушёл на соседнюю ферму и до сих пор не вернулся. Уолтер начинает угрожать Мери оружием. Чтобы как-то его успокоить, Джим предлагает обыскать территорию фермы и соседние постройки. Через некоторое время Джим возвращается в дом и, наконец, понимает, что Мери практически ничего не видит. Пытаясь разговорить Мери, Джим вовлекает её в доверительную беседу об одиночестве и душевных переживаниях. Мери уговаривает Джима и Уолтера остаться на ночь. Мери, наконец, сознаётся, что её брат Дэнни психически не здоров и что в настоящий момент он прячется в одном из укрытий на ферме. Обещая защитить Дэнни от расправы, Джим просит Мери уговорить своего брата сдаться.
Рано утром, когда Джим и Уолтер ещё спят, Мери тайком выходит из дома. Она заходит в укрытие Дэнни и передаёт ему кулёк с едой, одновременно пытаясь уговорить его сдаться. Однако в этот момент в дверях появляется Джим, и Дэнни тут же убегает. Джим преследует его, и они добегают до расположенной поблизости хижины. Дэнни достаёт нож и угрожает Джиму, однако Джим не хочет с ним драться и пытается мирно с ним поговорить. В итоге Дэнни рассказывает, что после смерти матери вся забота о доме легла на Мери. В итоге Мери не сделала необходимую операцию на глазах, так как не могла оставить Дэнни одного. Джим уже готов выхватить у Дэнни нож, но в этот момент в хижину врывается Уолтер с ружьём, собираясь убить Дэнни. Джим выбивает ружьё из рук Уолтера и отбрасывает его к двери. Пока Джим и Уолтер дерутся, Дэнни завладевает оружием и убегает. Джим и Уолтер вновь преследуют Дэнни, который карабкается вверх по скалистому утёсу, но в какой-то момент соскальзывает с него, падает вниз и разбивается насмерть.
Увидев лицо разбившегося Дэнни, Уолтер с горечью произносит, что он «только ребёнок» и переносит его тело в близлежащий фермерский дом. Вскоре появляется Мери, которая плачет и молится над телом Дэнни. Затем Джим провожает её домой. Джим спрашивает Мери, собирается ли она делать операцию. Мери отвечает, что очень этого боится, так как если операция пройдёт неудачно, то она потеряет последнюю надежду восстановить зрение. Джим хочет как-то сблизиться и помочь Мери, но в слезах она просит оставить её в покое.
По дороге домой, Джим вспоминает всё, что произошло с ним за последние дни. Сравнивая в уме ту нервозную и жестокую атмосферу одиночества, которая ожидает его в Нью-Йорке, с добротой и теплом, которые он встретил в доме Мери, Джим разврачивается и едет обратно. Он входит в дом Мери, они обнимают и целуют друг друга.

## В ролях
- Айда Лупино — Мери Молден
- Роберт Райан — Джим Уилсон
- Уорд Бонд — Уолтер Брент
- Чарльз Кемпер — Поп Дэйли
- Энтони Росс — Пит Сантос
- Эд Бегли — капитан Броули
- Иэн Волф — шериф Кэрри
- Самнер Уильямс — Дэнни Молден
- Фрэнк Фергюсон — Уиллоуз
- Клео Мур — Мирна Бауэрс

В титрах не указаны
- Нита Талбот — девушка в баре
- Винс Барнетт — Джордж
- Трейси Робертс — Пегги Сантос

## Работа над фильмом
По информации кинокритика Пола Татары, во время работы над фильмом нуар «Рождённая быть плохой» (1950) Рэй обратил внимание на роман Джеральда Батлера «Безумный с большим сердцем» о копе, который разыскивает умственно отсталого убийцу и влюбляется в его сестру, и направил его на утверждение в RKO как свой возможный будущий проект. Однако редакторы студии сочли книгу не подходящей для постановки. Тем не менее, работавший в то время продюсером на RKO Джон Хаусман смог получить права на роман после того, как Роберт Райан проявил интерес к исполнению главной роли. После того, как «удалось собрать трёх человек с именами, студия RKO нехотя согласилась на создание фильма… хотя и выпустила меморандум, согласно которому может выйти из проекта в любой момент». Хаусман писал, что в то время на студии RKO ему приходилось работать в «неприятной и нетворческой атмосфере», которая была чрезвычайно далека от той, которая существовала при Орсоне Уэллсе. Но, «к счастью, Хаусман легко нашёл общий язык с Рэем. Хотя он не мог понять основную сюжетную линию картины, однако понял, что картина только выиграет, если у Рэя будут развязаны руки в работе с хорошими актёрами». Как считает Татара, ещё одним «ключевым невоспетым членом команды был сценарист А. И. Безеридис, который переработал роман в сценарий согласно потребностям Рэя, наполнив его запоминающимся жёстким диалогом». И всё же, по словам Татары, Хаусман так и не полюбил фильм: «Герой, которого сыграл Райан, был по существу креатурой Ника. Таким образом, у нас было две картины. У нас была история хорошего копа, склонного к насилию, и, кроме того, у нас был абсолютно смехотворный сюжет о слепой девушке и мальчике, и всё такое… А. И. Безеридис — хороший писатель, но я думаю, он был постоянно немного поставлен в замешательство этой картиной, в прочем как и я. Я только хотел, чтобы Ник получал то, что он хочет, но я так полностью и не понял, что он делает».
«После завершения картины она была поставлена на полку на два года, что было обычным делом для „RKO“ под руководством Говарда Хьюза, кроме того, по настоянию Хьюза из фильма было вырезано 10 минут». По мнению Татары, это было сделано потому, что «публика в начале 1950-х годов не была готова к сюжету Рэя с детективом садистского типа, ведущего охоту на психически больного убийцу. Даже почти чудесный финал со святой слепой девушкой не мог заманить публику в кинотеатры. После проката фильма „RKO“ осталась в убытке на 450 тысяч долларов, что было очень крупной суммой в то время».

## Создатели фильма и исполнители главных ролей
Продюсер фильма Джон Хаусман на рубеже 1930-40-х годов сотрудничал с Орсоном Уэллсом, в частности, был его ассистентом и неофициальным соавтором сценария ставшего классикой фильма «Гражданин Кейн» (1941), он также был продюсером фильмов нуар «Синий георгин» (1946), «Они живут по ночам» (1948), который поставил Николас Рэй, а также «Злые и красивые» (1952).
К числу лучших картин Николаса Рэя относятся также фильмы нуар «Стучись в любую дверь» (1949) и «В укромном месте» (1950), оба — с участием Хамфри Богарта, а также социальная молодёжная драма «Бунтарь без причины» (1955, номинация на Оскар за сценарий) с участием Джеймса Дина. Помимо данной картины Рэй снимал Райана также в фильмах нуар «Рождённая быть плохой» (1950) и «Рэкет» (1951).
Актёр Роберт Райан был знаменит ролями в таких социально ориентированных нуарах, как «Перекрёстный огонь» (1947, номинация на Оскар), «Акт насилия» (1948), «Стычка в ночи» (1952), «Плохой день в Блэк Роке» (1955) и «Ставки на завтра» (1959). Вместе с Айдой Лупино он также сыграл в фильме нуар «Осторожней, моя милая» (1952). Айда Лупино сыграла в таких фильмах нуар, как «Они ехали ночью» (1940), «Высокая Сьерра» (1941) и «Придорожное заведение» (1948), а позднее — «Большой нож» (1955) и «Пока город спит» (1956). Кроме того Лупино поставила несколько картин как режиссёр, самой успешной среди них стал фильм нуар «Попутчик» (1953).

## Оценка фильма критикой
После выхода фильма на экраны критики давали ему невысокую оценку, в частности, Босли Кроутер в «Нью-Йорк таймс» охарактеризовал сюжет картины как «поверхностную и неровную историю», а сам фильм как «мелодраму, которой не удаётся пройти по избранной ей земле, несмотря на искреннюю и умную режиссёрскую работу и впечатляющую съёмку на природе». Однако со временем отношение к фильму менялось, и сегодня он оценивается очень высоко. В частности, журнал «TimeOut» назвал его «великолепным, непохожим на другие, нуаровым триллером», Пол Татара — «выходящей за установленные нормы картиной, которая носила по-своему революционный характер и полностью заслужила свой статус малой классики». Крейг Батлер также высоко оценил картину как «неприукрашенный, мощный и беспокойный фильм», а Стив Пресс назвал фильм «трогательным».
По мнению Дейва Кера, «это один из самых восхитительных фильмов Ника Рэя, который начинается как жёсткий фильм нуар и постепенно перетекает в неземной романтизм, напоминающий режиссёрские работы Фрэнка Борзейги». «TimeOut» продолжает эту мысль: "Иногда фильм выглядит немного схематичным, но нельзя отрицать красноречивость поэтичной, но жёсткой постановки Рэя, а Деннис Шварц пишет, что этот «схематичный фильм нуар… преодолевает свою искусственность и становится трогательной психологической драмой об отчаянии и одиночестве — один из лучших фильмов такого сорта в истории фильма нуар». Критически настроенный по отношению к фильму Кроутер назвал его «очевидной попыткой показать на экране нечто большее, чем просто мелодраму — нечто художественно отражающее эмоциональное замешательство человека». Отметив, что «психику главных действующих лиц фильма пропитывают одержимость, отчаяние и ненависть», Батлер заявляет, что это по своим идеям и видению «это безошибочный фильм Рэя», делающий акцент на «демонстрацию человеческого отчуждения и усилия людей, стремящихся преодолеть огромные разделяющие их пропасти». «TimeOut» отмечает, что «этот фильм о насилии в каждом из нас, о воздействии окружающей обстановки и семьи на личность человека,… и о духовном воскрешении падшего человека».
Критики уделили значительное внимание необычному идейному, композиционному, тематическому и сюжетному построению фильма. Как пишет Батлер: «Действительно, фильм делится на две половины, которые не вполне стыкуются между собой, и это многим зрителям покажется раздражающим. Но обе эти половины сделаны настолько хорошо, и Рэй столь ясно верит, что они должны идти вместе, что ему трудно не подчиниться. И всё же „Земля“ содержит одну редкую вещь для Рэя — это сладкое, безмятежное, девственно счастливое окончание». А «спасение героя приходит через силу надежды и любви», показывая особый почерк Николаса Рэя. «TimeOut» отмечает, что «второй фильм Рэя с продюсером Джоном Хаусманом (первым был „Они живут по ночам“) берёт начало в зловещих джунглях большого города, где коп Райана становится всё более жестоким от „мусора“, с которым ему приходится иметь дело. В конце концов, его методы становятся настолько жестокими, что его отправляют охладиться на заснеженный север штата, где его поиск сексуального убийцы сводит его со слепой женщиной и её умственно отсталым братом». Кроутер пишет о сюжете и проблематике фильма: «По сути рассматриваемая здесь проблема — это проблема натянутого как стальная струна детектива, который от горечи и ненависти превратился в садиста», что поставило его на грань профессиональной несостоятельности. «Действительно, его приступы ярости настолько жестоки в процессе его городской работы, что капитан отсылает его для помощи в расследовании убийства в горы. И выполняя это задание, он обнаруживает, насколько уродливой может быть ненависть, когда он наблюдает за жгучей и ожесточённой одержимостью фермера, ребёнок которого был убит. Он также находит воплощение доброты в слепой сестре убийцы ребёнка». Деннис Шварц даёт картине следующую характеристику: «Фильм начинается как типичный крутой нуаровый рассказ о герое, зажатом отчаянием, от которого не может убежать. Но когда он выбирается из города и вдыхает свежий воздух природы, а через безоблачный образ Лупино — и на жизнь, он чудесным образом разбирается с самим собой и с жестокостью, которая бурлит внутри него. И он достаточно умён, чтобы понять, что не может вернуться в город с тем же враждебным отношением к миру… Герой Райана переживает нравственное очищение, и под влиянием исцеляющей силы Мери познаёт, что значит заботиться о ком-либо ещё, и что можно это делать совсем иным способом, чем он делал это ранее».
По поводу режиссёрской работы Кроутер написал, что «с имеющимся неубедительным материалом — ставшим провальной стороной фильма — мистер Хаусман и его режиссёр Николас Рэй сделали лучшее, что было возможно». Главными достоинствами их работы стали «съёмки на убогих, захудалых улицах большого города, показывающих его порочность и насилие», и сформировавших «озлобленность копа». Далее, «в сельских эпизодах показана ясная и морозная реальная природа, выражающая надёжность и спокойствие, которая даёт свежий воздух и открывает новые горизонты». По словам Кера, Рэй демонстрирует своё великолепное мастерство «в изображении загнивающей городской среды, водоворота нуаровых теней и жестоких поступков, и в возвышенном видении покрытой снегом сельской местности, снятой как ослепляюще белое, болезненно молчаливое поле морального возрождения».
Критики единодушны в том, что операторская работа и музыка значительно усилили фильм. «TimeOut» пишет, что «большую помощь фильму оказала контрастная операторская работа Джорджа Дисканта и великолепная музыка Бернарда Херрманна». С этим мнением согласен Шварц: «У фильма отличная музыка Херрманна и великолепный зимний атмосферический чёрно-белый визуальный ряд благодаря операторской работе Джорджа Е. Дисканта». Батлер также говорит о «вдохновляющей музыке Бернарда Херрманна и острой операторская работа Джорджа Е. Дисканта, которые ещё более усиливают очень убедительную и необычную вариацию нуара». По информации сайта IMDB, основные съёмки сельских эпизодов картины проводились в Скалистых горах на территории штата Колорадо, в частности, в небольшом городке Гранби,… а «при съёмках многих сцен фильма использовалась ручная камера, что придавало ощущение непосредственности происходящего. Этот приём использовался крайне редко в то время».
Кроутер критически охарактеризовал актёрскую игру, написав, что в первой части фильма Роберт Райан играет «прямого, холодного, стройного и мускулистого копа»,… «причина садизма которого объясняется весьма поверхностно, и его счастливое очищение достигается как-то слишком легко и, конечно, романтическим путём», а «Айда Лупино противно театральна как слепая девушка, которая растопляет сердце копа». Однако большинство критиков положительно оценило работу актёров. Так, «TimeOut» написал, что «нельзя отрицать силу актёрской игры (Райан, в частности, особенно силён в своей свирепости, становясь настоящим предшественником Грязного Гарри Сигела)». Батлер также указывает, что «Рэю помогает превосходная работа его команды, особенно, Роберт Райан, Айда Лупино и Уорд Бонд. Навязчивая ненависть Бонда выглядит тем более мощной, что она совершенно понятна, и контрастирует с ненавистью Райана, которая в своей основе носит психопатический характер и угрожает разрушить его. Работа Райана абсолютно свирепая, страстная, и всё же он показывает трансформацию своей души очень убедительно. Лупино, как всегда, блистает, находя глубину в моментах, которые ускользают от других актрис, и очень сильно использует свою особую теплоту». По словам Шварца, «свирепая, интенсивная, энергичная, страстная игра Роберта Райана великолепна, и он убедительно демонстрирует нам реальное духовное пробуждение; в то время, как добрый характер Лупино действует в направлении гуманизации борца с преступностью, который шёл „по опасной земле“ города и никогда ранее не осознавал, что может существовать какая-либо иная почва до встречи с той основательностью и терпимостью, которую открыла для него Мери».